# Rosmerta

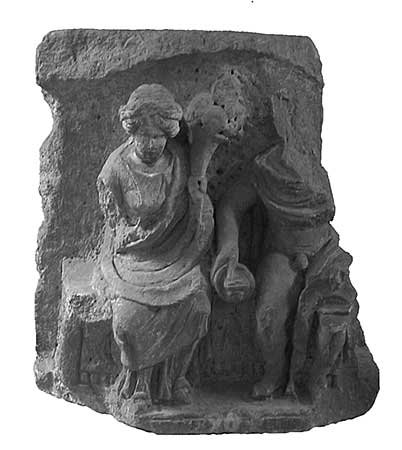
Figürliche Darstellung von Rosmerta (links) und Mercurius (rechts) aus Autun, Frankreich

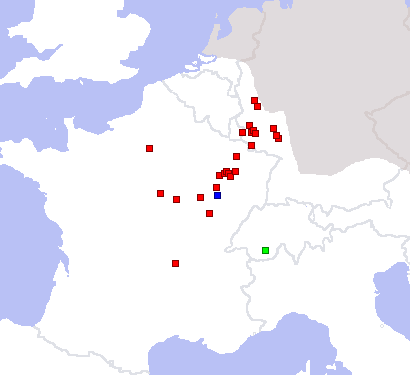
Karte von verschiedenen Funden mit der Inschrift Rosmerta (rot), wie auch Cantismerta (grün) und Atesmerta (blau).

Rosmerta ist eine keltische Göttin, die als Begleiterin des römischen Gottes Mercurius mit Heroldsstab (caduceus) sowie mit Geldbeutel, Opferschale (patera) und Füllhorn dargestellt wird. Sie wurde besonders im nordöstlichen Gallien verehrt.

## Mythologie
Belegt ist die Funktion als Wohlstandsgöttin durch Inschriften von Statuen aus Gebieten, in denen sich die römische und gallische Götterwelt vermischten. Im Südwesten Deutschlands und in Frankreich sind mehrere Tempel und Standbilder der Rosmerta überliefert, darunter in Koblenz, Mainz-Finthen und in Glanum (Provence). In Mainz ist eine Rosmerthastraße nach ihr benannt.
Eine Weiheinschrift aus der ersten Hälfte des 1. Jahrhunderts n. Chr. wurde in Lezoux (Département Puy-de-Dôme) aufgefunden, wo sie offenbar mit der Göttin Rigani gleichgesetzt wird:
e[…]ieuririgani rosmertiac („… dies weihte ich der Rigani und der Rosmerta“?).
Möglicherweise wird hier Rigani aber auch als Beiname der Rosmerta verwendet („königliche Rosmerta“?).

## Etymologie
Rosmerta ist möglicherweise etymologisch mit Smertrios zu vergleichen, durch dieselbe indogermanische Wortwurzel *smeru („Fett“, „Mark“). Rosmerta könnte somit ro-smertā („die gut Eingeschmierte“) bedeuten. Das Einfetten einer Götterfigur war eine überlieferte Kulthandlung.  Verwandt ist das altirische Wort smertha („eingeschmiert“, „eingefettet“), siehe auch unser Wort „Schmer“ für Schmalz. Andere Sprachforscher leiten den Namen von indogermanisch *smer- („gedenken, sich erinnern, sorgen“) ab, wobei Smertrios dann „der Versorger“ wäre.